# Brendan Canning
Brendan Canning (ur. 1969) – kanadyjski muzyk, współżałożyciel zespołu Broken Social Scene, wieloletni wykonawca gatunku indie rock. Członek uznanych w USA i Kanadzie zespołów takich jak By Divine Right, Blurtonia, Valley of the Giants, Len i hHead. W lipcu 2008 wydał swój pierwszy album solowy pt. Something for All of Us..., drugi album z serii "Broken Social Scene Presents". Pierwszy singel z albumu, zatytułowany "Hit the Wall", został wydany 5 maja 2008 – jest dostępny na stronie internetowej wytwórni Arts & Crafts.
Jest tematem będącego w produkcji filmu dokumentalnego, którego autorem jest Bruce McDonald.

## Dyskografia

### Działalność solowa
- Something for All of Us... (2008)

### hHead
- Fireman (1992)
- Jerk (1995)
- Ozzy (1996)

### By Divine Right
- All Hail Discordia (1997)
- Bless This Mess (1999)
- Good Morning Beautiful (2001)
- Sweet Confusion (2004)

### Broken Social Scene
- Feel Good Lost (2001)
- You Forgot It in People (2002)
- Bee Hives (2003)
- Broken Social Scene (2005)

### Valley of the Giants
- Valley of the Giants (2004)